# Noucome
Ore no Nōnai Sentakushi ga, Gakuen Rabu Kome o Zenryoku de Jama Shiteiru, também conhecido como Noucome, é uma série de light novel escrita por Takeru Kasukabe e ilustrada por Yukiwo. A obra conta com 12 volumes publicados, além de uma adaptação de mangá em 4 volumes e um anime de 10 episódios e um OVA que foi animado pelo estúdio Diomedéa.

## Enredo
Amakusa Kanade é um estudante de ensino médio que sofre de uma maldição chamada de "Escolha Absoluta", na qual ele é forçado a escolher uma das opções dadas a ele, sendo que estas são geralmente absurdas e vergonhosas. Certo dia Amakusa escolhe uma escolha que faz com que uma bela garota caia do céu. A partir daí, sua vida vai mudando enquanto ele tenta acabar com essa maldição.